# DFB-Pokal 1983/84 (Frauen)
Der DFB-Pokal der Frauen 1984 wurde von der SSG 09 Bergisch Gladbach gewonnen. Im Finale schlug man den VfR Eintracht Wolfsburg mit 2:0. Für die SSG war es der dritte Pokalsieg und durch den Gewinn der Meisterschaft das dritte Double.

## Teilnehmer
Für den DFB-Pokal haben sich folgende Verbandspokalsieger qualifiziert:
| Regionalverband Nord | Regionalverband West                                                                        | Regionalverband Südwest                                                                        | Regionalverband Süd | Berlin          |
| --- | ------------------------------------------------------------------------------------------- | ---------------------------------------------------------------------------------------------- | --- | --------------- |
| - Bremen: Bremer TS Neustadt - Hamburg: FSV Harburg - Niedersachsen: VfR Eintracht Wolfsburg - Schleswig-Holstein: ATSV Stockelsdorf | - Mittelrhein: SSG 09 Bergisch Gladbach - Niederrhein: KBC Duisburg - Westfalen: TSV Siegen | - Rheinland: SC 07 Bad Neuenahr - Saarland: VfR 09 Saarbrücken - Südwest: 1. FC Kaiserslautern | - Baden SC Klinge Seckach - Bayern 1. FC Schweinfurt 05 - Hessen: FSV Frankfurt - Südbaden: VfB Unzhurst - Württemberg: VfL Schorndorf | - BFC Meteor 06 |

## Übersicht
Die jeweils oben genannte Mannschaft hatte Heimrecht. Fett geschriebene Mannschaften erreichten die nächste Runde.
|  | Achtelfinale         | Achtelfinale |                    |                     | Viertelfinale        | Viertelfinale |  |  | Halbfinale | Halbfinale |  |  | Finale | Finale |
|  |                      |              |                    |                     |                      |               |  |  |            |            |  |  |        |        |
|  |                      |              |                    |                     |                      |               |  |  |            |            |  |  |        |        |
|  | TSV Siegen           | 0            |                    |                     |                      |               |  |  |            |            |  |  |        |        |
|  | Bergisch Gladbach    | 5            |                    |                     |                      |               |  |  |            |            |  |  |        |        |
|  | Bergisch Gladbach    | 5            | Bergisch Gladbach  | 1                   |                      |               |  |  |            |            |  |  |        |        |
|  |                      |              | Bergisch Gladbach  | 1                   |                      |               |  |  |            |            |  |  |        |        |
|  |                      |              |                    |                     | KBC Duisburg         | 0             |  |  |            |            |  |  |        |        |
|  | KBC Duisburg         | 160          |                    |                     | KBC Duisburg         | 0             |  |  |            |            |  |  |        |        |
|  | KBC Duisburg         | 160          |                    |                     |                      |               |  |  |            |            |  |  |        |        |
|  | Bremer TS Neustadt   | 1            |                    |                     |                      |               |  |  |            |            |  |  |        |        |
|  | Bremer TS Neustadt   | 1            | Bergisch Gladbach  | 2                   |                      |               |  |  |            |            |  |  |        |        |
|  |                      |              | Bergisch Gladbach  | 2                   |                      |               |  |  |            |            |  |  |        |        |
|  |                      |              |                    | FSV Frankfurt       | 0                    |               |  |  |            |            |  |  |        |        |
|  | VfL Schorndorf       | 4            |                    | FSV Frankfurt       | 0                    |               |  |  |            |            |  |  |        |        |
|  | VfL Schorndorf       | 4            |                    |                     |                      |               |  |  |            |            |  |  |        |        |
|  | SC Klinge Seckach    | 1            |                    |                     |                      |               |  |  |            |            |  |  |        |        |
|  | SC Klinge Seckach    | 1            | VfL Schorndorf     | 2                   |                      |               |  |  |            |            |  |  |        |        |
|  |                      |              | VfL Schorndorf     | 2                   |                      |               |  |  |            |            |  |  |        |        |
|  |                      |              |                    |                     | FSV Frankfurt        | 3             |  |  |            |            |  |  |        |        |
|  | 1. FC Schweinfurt 05 | 0            |                    |                     | FSV Frankfurt        | 3             |  |  |            |            |  |  |        |        |
|  | 1. FC Schweinfurt 05 | 0            |                    |                     |                      |               |  |  |            |            |  |  |        |        |
|  | FSV Frankfurt        | 8            |                    |                     |                      |               |  |  |            |            |  |  |        |        |
|  | FSV Frankfurt        | 8            | Bergisch Gladbach  | 2                   |                      |               |  |  |            |            |  |  |        |        |
|  |                      |              | Bergisch Gladbach  | 2                   |                      |               |  |  |            |            |  |  |        |        |
|  |                      |              |                    | Eintracht Wolfsburg | 0                    |               |  |  |            |            |  |  |        |        |
|  | SC 07 Bad Neuenahr   | 5            |                    | Eintracht Wolfsburg | 0                    |               |  |  |            |            |  |  |        |        |
|  | SC 07 Bad Neuenahr   | 5            |                    |                     |                      |               |  |  |            |            |  |  |        |        |
|  | VfB Unzhurst         | 3            |                    |                     |                      |               |  |  |            |            |  |  |        |        |
|  | VfB Unzhurst         | 3            | SC 07 Bad Neuenahr | 4                   |                      |               |  |  |            |            |  |  |        |        |
|  |                      |              | SC 07 Bad Neuenahr | 4                   |                      |               |  |  |            |            |  |  |        |        |
|  |                      |              |                    |                     | 1. FC Kaiserslautern | 1             |  |  |            |            |  |  |        |        |
|  | 1. FC Kaiserslautern | 4            |                    |                     | 1. FC Kaiserslautern | 1             |  |  |            |            |  |  |        |        |
|  | 1. FC Kaiserslautern | 4            |                    |                     |                      |               |  |  |            |            |  |  |        |        |
|  | VfR 09 Saarbrücken   | 0            |                    |                     |                      |               |  |  |            |            |  |  |        |        |
|  | VfR 09 Saarbrücken   | 0            | SC 07 Bad Neuenahr | 1                   |                      |               |  |  |            |            |  |  |        |        |
|  |                      |              | SC 07 Bad Neuenahr | 1                   |                      |               |  |  |            |            |  |  |        |        |
|  |                      |              |                    | Eintracht Wolfsburg | 2                    |               |  |  |            |            |  |  |        |        |
|  | BFC Meteor 06        | 1            |                    | Eintracht Wolfsburg | 2                    |               |  |  |            |            |  |  |        |        |
|  | BFC Meteor 06        | 1            |                    |                     |                      |               |  |  |            |            |  |  |        |        |
|  | FSV Harburg          | 4            |                    |                     |                      |               |  |  |            |            |  |  |        |        |
|  | FSV Harburg          | 4            | FSV Harburg        | 0                   |                      |               |  |  |            |            |  |  |        |        |
|  |                      |              | FSV Harburg        | 0                   |                      |               |  |  |            |            |  |  |        |        |
|  |                      |              |                    |                     | Eintracht Wolfsburg  | 6             |  |  |            |            |  |  |        |        |
|  | Eintracht Wolfsburg  | 4            |                    |                     | Eintracht Wolfsburg  | 6             |  |  |            |            |  |  |        |        |
|  | Eintracht Wolfsburg  | 4            |                    |                     |                      |               |  |  |            |            |  |  |        |        |
|  | ATSV Stockelsdorf    | 2            |                    |                     |                      |               |  |  |            |            |  |  |        |        |

## Achtelfinale
Gespielt wurde am 28. August 1983.
|                         | Ergebnis |                          |
| ----------------------- | -------- | ------------------------ |
| TSV Siegen              | 0:5      | SSG 09 Bergisch Gladbach |
| SC 07 Bad Neuenahr      | 5:3      | VfB Unzhurst             |
| 1. FC Kaiserslautern    | 4:0      | VfR 09 Saarbrücken       |
| BFC Meteor 06 Berlin    | 1:4      | FSV Harburg              |
| KBC Duisburg            | 16:10    | Bremer TS Neustadt       |
| VfR Eintracht Wolfsburg | 4:2      | ATSV Stockelsdorf        |
| VfL Schorndorf          | 4:1      | SC Klinge Seckach        |
| 1. FC Schweinfurt 05    | 0:8      | FSV Frankfurt            |

## Viertelfinale
Gespielt wurde am 16. und 17. November 1983.
|                          | Ergebnis |                         |
| ------------------------ | -------- | ----------------------- |
| FSV Harburg              | 0:6      | VfR Eintracht Wolfsburg |
| SSG 09 Bergisch Gladbach | 1:0      | KBC Duisburg            |
| VfL Schorndorf           | 2:3      | FSV Frankfurt           |
| SC 07 Bad Neuenahr       | 4:1      | 1. FC Kaiserslautern    |

## Halbfinale
Gespielt wurde am 24. und 25. März 1984.
|                          | Ergebnis |                         |
| ------------------------ | -------- | ----------------------- |
| SC 07 Bad Neuenahr       | 1:2      | VfR Eintracht Wolfsburg |
| SSG 09 Bergisch Gladbach | 2:0      | FSV Frankfurt           |

## Finale
| SSG 09 Bergisch Gladbach                        | SSG 09 Bergisch Gladbach | VfR Eintracht Wolfsburg | VfR Eintracht Wolfsburg |
| ----------------------------------------------- | --- | --- | ----------------------- |
| SSG 09 Bergisch Gladbach                        | \| 31. Mai 1984 in Frankfurt am Main (Waldstadion) \| \| Ergebnis: 2:0 (1:0) \| \| Zuschauer: 10.000 (Vorspiel zum Männerfinale) \| \| Schiedsrichter: Manfred Neuner (Leimen) \|                                                                                     | \| 31. Mai 1984 in Frankfurt am Main (Waldstadion) \| \| Ergebnis: 2:0 (1:0) \| \| Zuschauer: 10.000 (Vorspiel zum Männerfinale) \| \| Schiedsrichter: Manfred Neuner (Leimen) \|                                                           | VfR Eintracht Wolfsburg |
| SSG 09 Bergisch Gladbach                        | Rosemarie Neuser – Erika Neuenfeldt – Gaby Dlugi-Winterberg, Monika Degwitz, Adele Corica (60. Ingrid Gebauer) – Gisela Dahl, Bettina Krug, Brigitte Klinz (42. Silvia Neid), Mila Schauerova – Doris Kresimon, Petra Bartelmann Cheftrainerin: Anne Trabant-Haarbach | Helma Glück – Christel Klinzmann – Karin Mustroph, Maike-Katrin Knopf, Wiltrud Vornkahl – Angelika Quischinsky, Heidi Penk, Petra Damm, Michaela Lange – Eleonore Schrader, Natascha Wiggers (42. Nicole Ulrich) Cheftrainer: Manfred Blume | VfR Eintracht Wolfsburg |
| SSG 09 Bergisch Gladbach                        | 1:0 Petra Bartelmann (28.) 2:0 Gaby Dlugi-Winterberg (78.) | | VfR Eintracht Wolfsburg |
| SSG 09 Bergisch Gladbach                        | Monika Degwitz | | VfR Eintracht Wolfsburg |
| 31. Mai 1984 in Frankfurt am Main (Waldstadion) | | |                         |
| Ergebnis: 2:0 (1:0)                             | | |                         |
| Zuschauer: 10.000 (Vorspiel zum Männerfinale)   | | |                         |
| Schiedsrichter: Manfred Neuner (Leimen)         | | |                         |